# Syndicat national des praticiens de santé publique
Le syndicat national des praticiens de santé publique (SNPSP) est une organisation syndicale algérienne qui milite pour les droits socioprofessionnels des praticiens de santé publique (médecins généralistes, médecins spécialistes, pharmaciens et chirurgiens dentistes).

## Création
Le pluralisme syndical est autorisé en Algérie depuis 1990, permettant l'émergence de syndicats autonomes. L'assemblée générale constitutive du SNPSP s’est tenue à la wilaya de Sidi Bel Abbès le 15 mai 1991, cela permit au Docteur Zahia Cherfi de devenir la première présidente de ce syndicat.

## Organisation et fonctionnement
Le règlement intérieur de ce syndicat ouvre l’adhésion aux médecins généralistes, pharmaciens, dentistes et aux médecins spécialistes, exerçant dans le secteur public. Lyes Merabet est président du SNPSP depuis mars 2009.
Sur le plan organisationnel, le syndicat est structuré en un Bureau national, des Bureaux régionaux, des Bureaux de wilayas, et des Bureaux locaux dans différents établissements et secteurs de santé. Le syndicat organise un congrès national chaque trois ans.
Parmi les activités que ce syndicat a menées, on citera plusieurs grèves,,, et sit-in,. Depuis sa création, le SNPSP a revendiqué l’amélioration des salaires, des indemnités ainsi que des réformes du système de santé.

## Prises de positions
Le syndicat a soutenu le mouvement de protestation du collectif autonome des médecins résidents dès 2011.
Il s'est positionné contre l'activité complémentaire pour les médecins spécialistes travaillant dans le secteur public (l'exercice d'une activité lucrative à temps partiel dans des structures sanitaires privées), en opposition à d'autres syndicats du secteur de la santé qui la soutiennent.
Il appelle a une revalorisation de la médecine générale en considérant cette dernière comme une spécialité à part,.
Il a critiqué sévèrement la gestion du gouvernement algérien de la crise sanitaire du Covid-19, notamment le manque de moyens de protection pour le personnel de santé,.

## Confédération des syndicats autonomes
En novembre 2018, le SNPSP s'associe avec douze autres syndicats afin de créer la Confédération des syndicats autonomes (CSA), dans le but de briser le monopole de l'Union générale des travailleurs algériens (UGTA), seule centrale syndicale reconnue par les autorités algériennes.